# Els Torms
Els Torms ist eine katalanische Gemeinde in der Provinz Lleida im Nordosten Spaniens mit 137 Einwohnern (Stand: 2024). Sie ist Teil der Comarca Garrigues.

## Geographische Lage
Els Torms liegt etwa 28 Kilometer südsüdöstlich von Lleida in einer Höhe von 475 m. 

## Bevölkerungsentwicklung
| Jahr      | 1970 | 1981 | 1991 | 2001 | 2011 | 2021 |
| Einwohner | 246  | 228  | 215  | 199  | 171  | 145  |

## Sehenswürdigkeiten

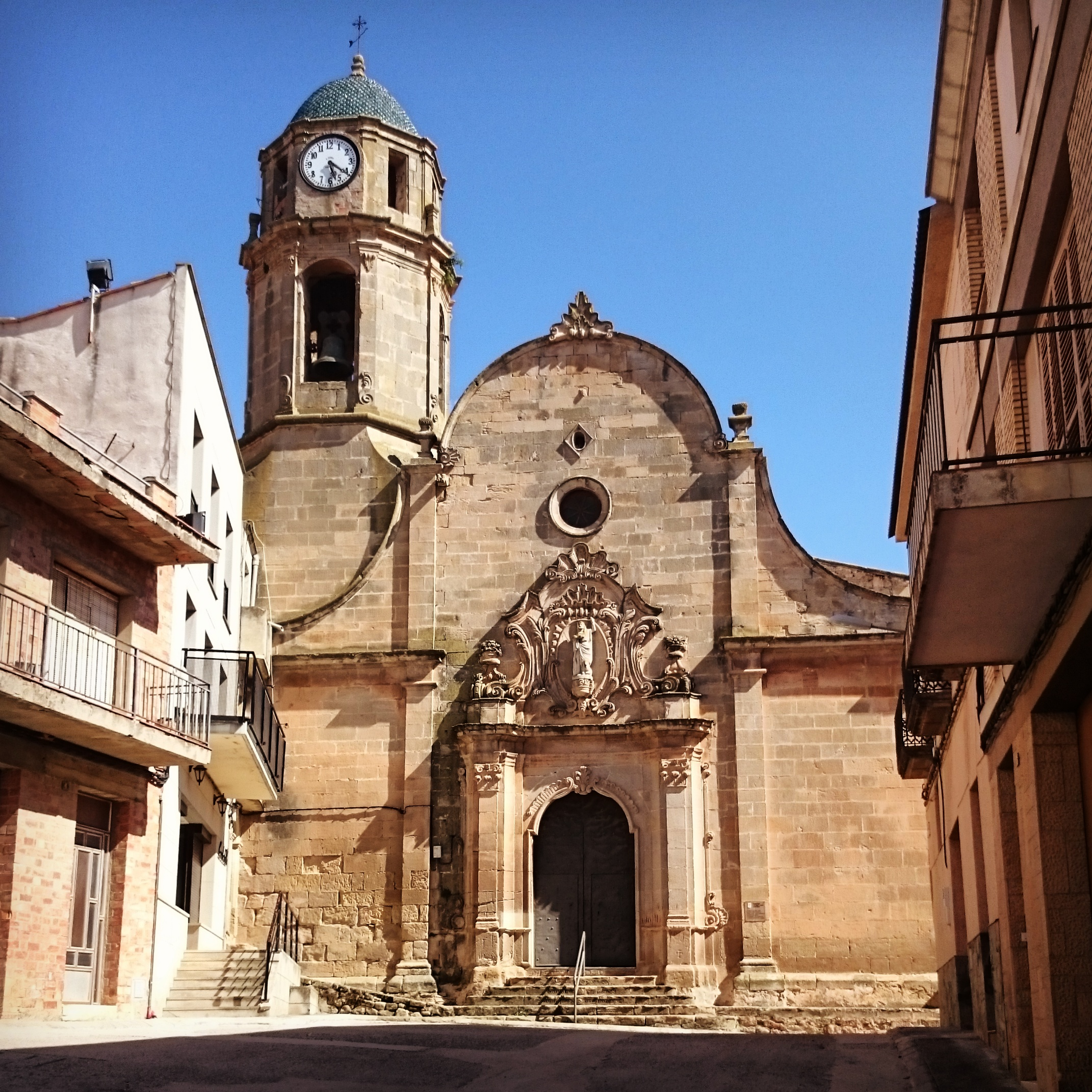
Johannes-der-Täufer-Kirche

- Johannes-der-Täufer-Kirche